# عیسی ماندی
عیسی ماندی (عربی: عيسى ماندي؛ زاده ۲۲ اکتبر ۱۹۹۱) بازیکن فوتبال اهل الجزایر است .وی برای باشگاه فوتبال لیل در لیگ فرانسه بازی می‌کند.